# Liste der Monuments historiques in Grandrû
Die Liste der Monuments historiques in Grandrû führt die Monuments historiques in der französischen Gemeinde Grandrû auf.

## Liste der Bauwerke
| Bezeichnung      | Beschreibung                  | Standort | Kennzeichnung | Schutzstatus | Datum | Bild |
| ---------------- | ----------------------------- | -------- | ------------- | ------------ | ----- | ---- |
| Kirche St-Médard | Erbaut im 12./13. Jahrhundert |          | PA00114707    | Classé       | 1920  |      |

## Liste der Objekte
- Monuments historiques (Objekte) in Grandrû in der Base Palissy des französischen Kultusministeriums